# Waldemar Gustaw
Waldemar Zenon Gustaw – polski technolog żywności, profesor nauk rolniczych, kierownik Katedry Technologii Żywności Pochodzenia Roślinnego i Gastronomii na Uniwersytecie Przyrodniczym w Lublinie oraz dziekan tamtejszego Wydziału Nauk o Żywności i Biotechnologii.

## Życiorys
W 1996 r. ukończył studia z zakresu technologii żywności i żywienia człowieka na Akademii Rolniczej w Lublinie. W 2001 r. obronił rozprawę doktorską pt. Badania procesu żelowania wybranych polisacharydów i białek mleka oraz właściwości otrzymanych produktów, której promotorem był prof. Stanisław Mleko. W 2009 r. habilitował się na podstawie pracy zatytułowanej Wykorzystanie białek serwatkowych do poprawy właściwości funkcjonalnych wybranych produktów mleczarskich, a w 2014 r. uzyskał tytuł profesora nauk rolniczych. 
Jest profesorem i kierownikiem Katedry Technologii Żywności Pochodzenia Roślinnego i Gastronomii, a także dziekanem (wcześniej prodziekanem) Wydziału Nauk o Żywności i Biotechnologii Uniwersytetu Przyrodniczego w Lublinie.
Członek Komitetu Nauk o Żywności i Żywieniu PAN.